# 馮珊珊
馮珊珊（フォン・シャンシャン、英語：Shanshan Feng、中: 冯珊珊、1989年8月5日 - ）は中華人民共和国（中国）広州市出身の女子プロゴルファー。元女子ゴルフ世界ランキング1位。

## 経歴
父の影響で10歳でゴルフを始める。
アマチュア時代は中国国内のジュニアやアマチュアの大会で優勝した他、インターナショナルジュニアゴルフツアー（IJGT）の試合で2007年に4勝をあげている。
2007年全米女子プロゴルフ協会（LPGA）のファイナルクォリファイングトーナメント（QT）9位タイで2008年シーズンのLPGAツアー出場資格を得ると、QT終了後すぐにプロ転向した。これにより中国人選手として初のLPGAツアーメンバーとなった。
2010年に日本女子プロゴルフ協会（JLPGA）ファイナルQTで2位に入り、2011年はLPGAツアーと並行してJLPGAツアーにも参戦。「meijiカップ」と「ミヤギテレビ杯ダンロップ女子オープンゴルフトーナメント」で優勝、同年の同ツアー年間獲得賞金ランキング（賞金ランク）で7位となる。
2012年は欧州女子ゴルフツアー（LET）で「ミッションヒルズ・ワールドレディスチャンピオンシップ」、「オメガ・ドバイ・レディース・マスターズ」を共に優勝。
同年JLPGAツアーにおいては、「ヨネックスレディスゴルフトーナメント」、「meijiカップ」、公式戦「日本女子オープンゴルフ選手権競技」の3勝をあげ、同ツアー賞金ランクで自身最高位の6位となる。
同年LPGAツアーにおいては、「ウェグマンズLPGA選手権」（全米女子プロゴルフ選手権）で優勝。中国本土出身者として同ツアー初勝利を初メジャータイトルで飾った。
2013年LPGAツアーにおいては2勝、賞金ランク4位。
2014年LPGAツアーにおいては1勝、賞金ランク6位。LETにおいては1勝
2015年LETにおいては2勝。
2016年、1900年パリオリンピック以来116年ぶりにオリンピックゴルフ女子が復活したリオデジャネイロオリンピックに出場し、3位で銅メダルを授与され、中国人初のオリンピックゴルフでのメダル受賞者となった。
同年LETにおいては2勝。この内「オメガ・ドバイ・レディース・マスターズ」は自身同大会4勝目となった。
同年LPGAツアーにおいては2勝。この内の1つはLPGAとJLPGA共催の「TOTOジャパンクラシック」であった。
2017年は３月の「LPGAボルヴィック選手権」で優勝、その後11月の「TOTOジャパンクラシック」で2年連続優勝、同月の「ブルーベイLPGA」でも優勝を果たす。（最終的に賞金ランク4位）
この直後の女子ゴルフ世界ランキング（世界ランク）でパク・ソンヒョンを逆転して1位となり、これは男女を通じて中国人選手初の世界ランク1位となった。その後1位からの陥落もあったが累計で23週1位に輝いた。
同年JLPGA会員制度改正に伴い「2017年TOTOジャパンクラシック優勝」の資格で同会入会を申請し、同年12月1日付けでJLPGA89期生（インターナショナルプロフェッショナル会員）となる。
2019年7月のLPGAツアー「ソーンベリークリークLPGAクラシック」で同ツアー10勝目をあげる。
同年9月のJLPGAツアー公式戦「日本女子プロゴルフ選手権大会コニカミノルタ杯」の3日目に9アンダーの63であがり、これが同ツアー公式戦における18ホールの最少スコアとなった。

## ツアー優勝歴

### LPGAツアー (10)
※本項の成績は全米女子プロゴルフ協会プロフィールページに基づく。大会名は出場当時で表記し、太字はメジャー大会である。
| No. | 年月日         | トーナメント                                        | スコア           | アンダーパー | 2位との差 | 2位（タイ）                                                 | 優勝賞金($) |
| --- | -------------- | --------------------------------------------------- | ---------------- | ------------ | --------- | ----------------------------------------------------------- | ----------- |
| 1   | 2012年6月10日  | ウェグマンズLPGA選手権 （全米女子プロゴルフ選手権） | 72-73-70-67=282  | −6           | 2打差     | ジ・ウンヒ ステイシー・ルイス 宮里美香 スーザン・ペターセン | 375,000     |
| 2   | 2013年10月6日  | レインウッドLPGAクラシック                          | 70-64-64-68=266  | −26          | 1打差     | ステイシー・ルイス                                          | 270,000     |
| 3   | 2013年11月24日 | CMEグループ・タイトルホルダーズ                     | 66-74-67-66=273  | −15          | 1打差     | ジェリーナ・ピラー                                          | 700,000     |
| 4   | 2014年10月12日 | サイム・ダービーLPGAマレーシア                      | 67-67-69-63=266  | −18          | 3打差     | ポルナノン・ファトラム                                      | 300,000     |
| 5   | 2016年10月30日 | サイム・ダービーLPGAマレーシア (2)                  | 66-70-64-67=267  | −17          | 3打差     | スーザン・ペターセン                                        | 270,000     |
| 6   | 2016年11月6日  | TOTOジャパンクラシック                              | 69-64-70=203     | −13          | 1打差     | ジャン・ハナ                                                | 225,000     |
| 7   | 2017年3月28日  | LPGAボルヴィック選手権                              | 68-67-66-68=269  | −19          | 1打差     | ミンジー・リー 朴城炫                                       | 195,000     |
| 8   | 2017年11月5日  | TOTOジャパンクラシック (2)                          | 66-63-68=197     | −19          | 2打差     | 鈴木愛                                                      | 225,000     |
| 9   | 2017年11月11日 | ブルーベイLPGA                                      | 69-67-73-70=279  | −9           | 1打差     | モリヤ・ジュタヌガーン                                      | 315,000     |
| 10  | 2019年7月7日   | ソーンベリークリークLPGAクラシック                  | 64-67-65-63＝259 | −29          | 1打差     | アリヤ・ジュタヌガーン                                      | 300,000     |

### 日本女子ツアー（5）
※本項の成績は日本女子プロゴルフ協会プロフィールページに基づく。大会名は出場当時で表記し、太字はメジャー大会である。
- 2011年：meijiカップ、ミヤギテレビ杯ダンロップ女子オープンゴルフトーナメント
- 2012年：ヨネックスレディスゴルフトーナメント、meijiカップ、日本女子オープンゴルフ選手権競技

### 欧州女子ツアー（7）
※本項の成績は欧州女子ツアーのスケジュールページの各年度に基づく。
- 2012年：ミッションヒルズ・ワールドレディスチャンピオンシップ、オメガ・ドバイ・レディース・マスターズ
- 2014年：オメガ・ドバイ・レディース・マスターズ
- 2015年：ビュイック選手権、オメガ・ドバイ・レディース・マスターズ
- 2016年：ビュイック選手権、オメガ・ドバイ・レディース・マスターズ